# كفر مناوهلة
كفر مناوهلة إحدى قرى مركز الباجور التابع لمحافظة المنوفية بجمهورية مصر العربية، ويحدها قرى كوم الضبع والدلاتون ومناوهلة.

## السكان
بلغ عدد سكان كفر مناوهلة 5,931 نسمة، حسب الإحصاء الرسمي لعام 2006.